# Amado mio
Amado mío (de l'espagnol, « Mon bien-aimé », typographiée Amado Mio) est une chanson écrite par Doris Fisher (en) sur une musique d'Allan Roberts (en) et interprétée la première fois en 1946 pour le film en noir et blanc Gilda, où elle est mimée en playback par Rita Hayworth et chantée par Anita Ellis (en).

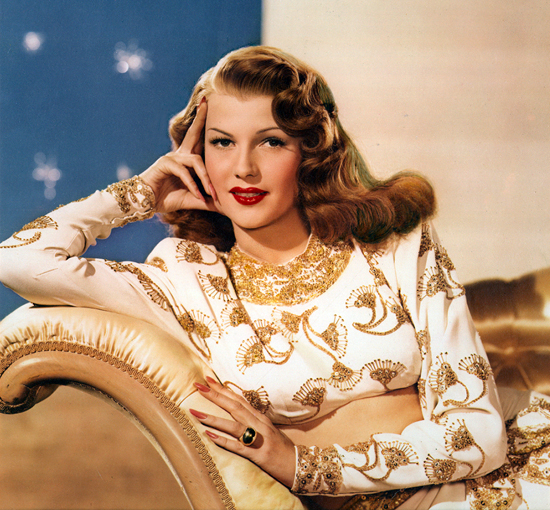
Rita Hayworth qui interprète Amado mío dans une séquence du film Gilda.

La chanson a été reprise par plusieurs artistes par la suite, notamment par Grace Jones en 1990 et Pink Martini en 1997.

## Version de Grace Jones
Singles de Grace Jones
Love on Top of Love (en)
(1989) 7 Day Weekend (en)
(1992)
La chanteuse jamaïcaine Grace Jones reprend Amado mío en 1989 dans son album Bulletproof Heart. Cette reprise est sortie en avril 1990 chez Capitol Records comme second single de l'album. Une version spéciale de sa reprise, intitulée « Brazilian Mix », est produite par Clivillés and Cole pour assurer la promotion du single, et figure dans la réédition CD de Bulletproof Heart sortie en 2004. 
La chanson ne rencontre pas le succès escompté en Europe, en dépit de nombreuses interprétations en concert pour la promouvoir. Aux États-Unis, elle est sortie comme « double face A » avec Crack Attack et rencontre un succès important dans le classement dance du Billboard.

### Liste des titres
| A. | Amado Mio (The Brazilian Mix - Radio Edit) | 3:45 |
| B. | Amado Mio (LP Version - Radio Edit)        | 4:02 |

| 1. | Amado Mio (The Brazilian Mix)          | 6:24 |
| 2. | Amado Mio (The 28th St. Crew Club Mix) | 6:16 |
| 3. | Amado Mio (The 28th St. Crew Dub Mix)  | 7:08 |

| A1. | Amado Mio (The Brazilian Mix)          | 6:23 |
| A2. | Amado Mio (The 28th St. Crew Club Mix) | 7:08 |
| B1. | Crack Attack (The Don't Do It Mix)     | 6:16 |
| B2. | Crack Attack (LP Version)              | 5:20 |

### Crédits
- Grace Jones – chant, arrangements
- Dominic Cortese – accordéon
- Alex Lasarenko – claviers, arrangements
- Jonathan Elias – claviers, programmation de la batterie, producteur, arrangements
- Curtis King, Jr. – chœurs
- Frank Simms – chœurs
- Clifford Pemsler – ingénieur du son
- Jim Nicholson – ingénieur du son
- Jay Berliner – guitare flamenca
- Josh Abbey – mixage
- Willie Melendez – narrateur
- Gordon Gottlieb – percussion
- Sherman Foote – ingénieur du son, programmation de la batterie, producteur
- Dave Tofani – saxophone ténor, soliste

Crédits adaptés du livret de Bulletproof Heart.

### Classements
| Classement (1990)                    | Meilleure position |
| ------------------------------------ | ------------------ |
| Allemagne de l'Ouest (Media Control) | 83                 |
| États-Unis (Dance Club Songs)        | 11                 |
| Italie (Musica e dischi)             | 32                 |
| Royaume-Uni (UK Singles Chart)       | 96                 |

## Version de Pink Martini
Singles de Pink Martini
Sympathique (je ne veux pas travailler)
(1999) ¿Dónde estás Yolanda?
(1999)
Le groupe américain Pink Martini reprend la chanson sur son premier album Sympathique (1997). La reprise de Pink Martini est sortie en 1999 comme deuxième single de l'album. Elle est interprétée par la chanteuse du groupe, China Forbes. 
Cette version a été utilisée dans le film mexicain Y tu mamá también (2001) et dans le film américain Red Notice (2021), où elle est interprétée en espagnol par des musiciens en direct.

### Liste des titres
| 1. | Amado Mio | 4:46 |
| 2. | Lullaby   | 2:12 |

### Crédits
- China Forbes – chant
- John Wager – basse
- Richard Rothfus – bongos
- Brian Davis – congas, timbales, batterie
- Derek Rieth – batterie
- Doug Smith – batterie
- Richard Rothfus – batterie
- Thomas Lauderdale – piano, photographie
- Dan Faehnle – guitare
- Maureen Love – harpe
- David Eby – photographie
- Robert Taylor – trombone
- Gavin Bondy – trompette

## Autres reprises
Dans les années 1940, la chanson a été enregistrée plusieurs fois comme par Dick Haymes (1946), le chanteur italien Natalino Otto, dans une version en italien (1947), Les Sœurs Étienne en français (1947) et la chanteuse tchèque Jiřina Salačová (1947). Le chanteur finlandais Ilkka "Danny" Lipsanen a également repris ce tube.
En 1989, une reprise de la chanson est enregistrée par la chanteuse et actrice espagnole Sara Montiel sur son album De cine!.